# Hasselörtssläktet
Hasselörtssläktet (Asarum) är ett släkte i familjen piprankeväxter med ett 90-tal arter. De flesta arterna förekommer i sydöstra Asien, men några arter är nordamerikanska och en art är vildväxande i Europa.
Ett fåtal arter odlas som trädgårdsväxter i Sverige.